# روژان آریامنش
روژان آریامنش زاده (زاده ۲۹ اردیبهشت ۱۳۷۵ در تهران ، ایران) بازیگر تئاتر و سینما و تلویزیون اهل ایران است. وی با بازی در فیلم عاشق و  نصف مال من ، نصف مال تو  در سینما به شهرت رسید.

## زندگی شخصی و هنری
روژان آریامنش ، بازیگر تئاتر ، سینما و تلویزیون ایرانی ۲۹ اردیبهشت ۱۳۷۵ در تهران زاده شد.
مادرش خانه دار و پدرش مدرس گیتار است به همین دلیل او غیر از بازیگری در موسیقی نیز فعالیت دارد.
وی فارغ التحصیل رشته داروسازی از کشور قبرس
است.
او در سال 1380 وقتی تنها 5 سال داشت با تشویق مسعود نوابی (کارگردان) تست بازیگری داده و پس از انجام تست در سریال دردسر والدین ساخته مسعود نوابی و تهیه کنندگی بیژن امکانیان نقش آفرینی کرده است.

## بازیگری در سینما
- نصف مال من، نصف مال توسلام
- عاشق (فیلم ۱۳۸۵)
- غوغا (فیلم)
- چشمان سیاه (فیلم ۱۳۸۱)

## بازیگری در تلویزیون
- مختارنامه (مجموعه تلویزیونی)
- شکر تلخ
- رانت‌خوار کوچک
- او مثبت
- خوش‌رکاب
- دردسر والدین
- معصومیت ازدست‌رفته